# 寧斯卡鎮區 (堪薩斯州里諾縣)
寧斯卡鎮區（英語：Ninnescah Township）是位於美國堪薩斯州里諾縣的一個行政鎮區。

## 地方資料
寧斯卡鎮區的面積為106.03平方千米，當中陸地面積為78.89平方千米，而水域面積為27.15平方千米。根據2010年美國人口普查的數據，當地共有人口226人，而人口密度為每平方千米2.13人。

## 外部連結
- US-Counties.com
- City-Data.com （页面存档备份，存于）